# Deutsche Sängerschaft (Zeitschrift)
Die Zeitschrift Deutsche Sängerschaft ist das Verbandsorgan der Deutschen Sängerschaft (DS). Sie wurde 1895 als Akademische Sängerzeitung gegründet und erscheint seit 1923 unter ihrem derzeitigen Namen. Während der erzwungenen Auflösung der DS von 1936 bis 1950 stellte die Zeitschrift ihr Erscheinen ein.
Die Zeitschrift erscheint jeweils gegen Ende eines Quartals.
Inhaltlich befasst sich die Zeitung im Wesentlichen mit folgenden Themen:
- allgemeine Verbandsnachrichten
- hochschulpolitische Themen
- allgemeine Korporationsthemen
- korporationsgeschichtliche Themen
- musische Themen.